# Moshe Flinker
Moshe Ze’ev (Maurice Wolf) Flinker (L'Aia, 9 ottobre 1926 – Birkenau, 21 maggio 1944) è stato un ragazzo ebreo olandese, vittima dell'Olocausto, autore nel 1942-43 di un diario scritto mentre con la sua famiglia si nascondeva sotto falsa identità a Bruxelles in Belgio nel tentativo di evitare la deportazione nei campi di sterminio. Scoperti dalla polizia, Moshe e i suoi genitori furono deportati e assassinati ad Auschwitz.

## Biografia
Moshe Ze'ev Flinker è nato nei Paesi Bassi, uno dei sette figli di una ricca famiglia ebraica ortodossa di origini polacche. Suo padre (Eliezer Noah Flinker) era emigrato in Olanda, dove era divenuto un facoltoso uomo d’affari. Nel 1942 durante la seconda guerra mondiale i Flinker fuggirono dall'Olanda a Bruxelles in Belgio nel tentativo di evitare la deportazione e vissero lì sotto falsa identità in un piccolo appartamento sperando di potersi così meglio nascondere dai nazisti. Moshe era profondamente religioso e molto portato per le lingue. Il suo sogno era di emigrare in Palestina e diventare diplomatico; studiò anche arabo per questo scopo. Alla fine la famiglia Flinker fu tradita da una delazione nel 1944 e deportata a Auschwitz, dove la madre venne selezionata per la morte in camera a gas, Moshe e il padre Noah contrassero il tifo per colpa di una delle numerose epidemie che scoppiarono nei campi e morirono per la malattia mentre il fratello morì nel campo. Il fratello minore e le cinque sorelle invece sopravvissero ed emigrarono in Israele dove riuscirono a sposarsi e fare numerosi figli.

## Il diario
Moshe aveva 16 anni quando a Bruxelles nel 1942 cominciò a scrivere il suo diario. Dovendo la propria identità rimanere nascosta, non poteva andare a scuola o condurre una vita normale. Nel tentativo di tenersi occupato, decise di iniziare a raccontare le esperienze che la sua famiglia quotidianamente affrontava nella lotta per sfuggire alle persecuzioni naziste. Come gli scritti analoghi dei coetanei Anna Frank, Helga Deen o Adèle Louise Pinkhof, il diario di Moshe Flinker rappresenta una delle rare testimonianze dirette sulla vita degli ebrei olandesi durante l’Olocausto e come tale ha il suo posto di rilievo nella ricerca contemporanea.
A caratterizzare il diario di Moshe Flinker è l'accentuata dimensione religiosa. Il giovane continuamente si interroga sul senso della sofferenza che colpisce il suo popolo. Scrive il 30 novembre 1942: "Cosa può voler significare Dio con tutto ciò che ci sta succedendo e non impedendo che accada? Ciò solleva un'altra domanda, che deve essere risolta prima di poter procedere ulteriormente con il problema principale. Questa seconda domanda è se la nostra sofferenza faccia parte delle sofferenze che hanno afflitto il popolo ebraico dall'esilio, o se l’odierna esperienza sia invece diversa da tutto ciò che è avvenuto in passato. Penso che la seconda risposta sia quella giusta, perché ritengo molto difficile credere che quello che stiamo attraversando oggi sia solo un semplice anello in una lunga catena di sofferenze ".

## La pubblicazione
Quando finita la guerra il fratello e le sorelle di Moshe tornarono nel piccolo appartamento di Bruxelles dove si erano nascosti, trovarono il suo diario. Dopo alcuni anni decisero di renderlo pubblico consegnandolo all’Istituto Yad Vashem a Gerusalemme.
Alla fine degli anni cinquanta, i diari di Moshe Flinker, Dawid Rubinowicz e Dawid Sierakowiak furono i primi di giovani testimoni dell'Olocausto europeo ad essere riscoperti e pubblicati, dopo quelli di Mary Berg (1944-45) e Anna Frank (1947). La prima edizione del Diario di Moshe Flinker fu pubblicata nel 1958 in lingua ebraica a cura dell’Istituto Yad Vashem di Gerusalemme, seguita dalle edizioni in lingua inglese e in yiddish nel 1965. Il diario è stato quindi tradotto anche in olandese, russo, italiano, tedesco e francese.
I primi diari dell'Olocausto ad essere pubblicati in Italia furono quelli di Mary Berg (nel 1946), Anna Frank (nel 1954) e Dawid Rubinowicz (nel 1960). Per vedere il diario di Moshe Flinker (come quello di Dawid Sierakowiak) tradotti in italiano bisognerà invece attendere gli anni novanta.

## Edizioni del Diario di Moshe Flinker
- הנער משה (testo ebraico), Jerusalem: Yad Vashem, 1958.
  - Young Moshe's Diary: The Spiritual Torment of a Jewish Boy in Nazi Europe (trad. in lingua inglese), Jerusalem: Yad Vashem, 1965; II ed. 1971.
  - Dos yingl Moyshe: Dos togbukh fun Moyshe Flinker (trad. in lingua yiddish di Yeḥiel Hofer), Tel Aviv: Perets, 1965.
  - Dagboek van Mozes Flinker, 1942-1943 (trad. in lingua olandese di Jaap Soetendorp), Amsterdam: Amphora Books, 1985.
  - Dnevnik Moshe Flinkera (trad. in lingua russa di A. Belov), Jerusalem: Amana, 1988.
  - Diario profetico, 1942-1943: riflessioni di un giovane ebreo nell'Europa nazista (trad. in lingua italiana di Gabriele Bonetti), Roma: Città nuova, 1993.
  - Auch wenn ich hoffe: Das Tagebuch des Moshe Flinker (trad. in lingua tedesca di Birgit Erdmann), Berlin: Berlin University Press, 2008.
  - Carnets de clandestinité: Bruxelles, 1942-1943 (trad. in lingua francese di Guy-Alain Sitbon), Paris: Calmann-Lévy, 2017.